# Recondite

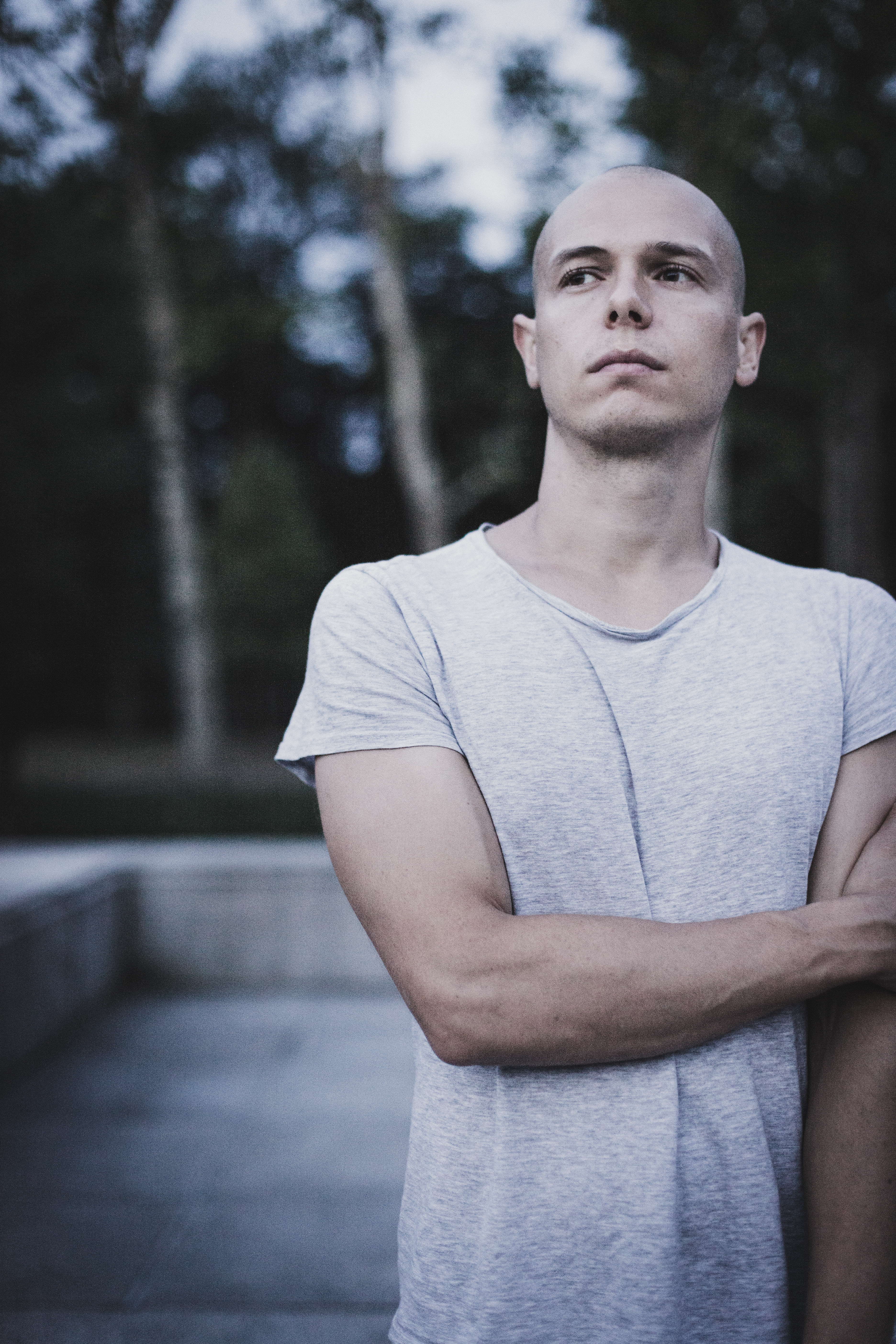
Recondite

Recondite (* in Niederbayern als Lorenz Brunner) ist ein deutscher Musiker, Technoproduzent, Labelbetreiber und Klangkünstler.

## Leben
Brunner wuchs im stark ländlich geprägten Simbach am Inn an der österreichischen Grenze auf und gibt diesen Hintergrund als Quelle seiner Inspirationen an. So wird neben der ruralen Umgebung und der niederbayerischen Landschaft auch deren Bevölkerung als direkter Einfluss auf dessen künstlerisches Schaffen genannt.
Eingebettet in ebendieses ländliche Umfeld entstanden in einem kleinen Heimstudio die ersten eigenen Produktionen. Im Anschluss an jene frühe musikalische Schaffensperiode erfolgte im Jahr 2009 der Umzug nach Berlin. Unter dem Namen Recondite veröffentlichte Brunner ab 2011 Tracks auf dem von ihm gegründeten Label Plangent Records. Bereits der erste, vier Tracks umfassende, Release (PLAN 001) wurde national und international überaus positiv aufgenommen. Noch im selben Jahr trat Recondite erstmals in der Panorama Bar/Berghain in Berlin auf. Weiteren Veröffentlichungen auf seinem eigenen Label sowie auf Scubas Label hotflush folgten zunehmende Konzertanfragen im In- und Ausland.
Gesteigerte Aufmerksamkeit erhielt Recondite durch den Longplayer „On Acid“, welcher 2012 auf dem US-amerikanischen Label Absurd Recordings erschien. Die durch den typischen Acid-Sound beeinflussten Tracks erweiterten die musikalische Diversität Brunners um eine zusätzliche Facette. Dabei stellte die Musikpresse vor allem die Tatsache heraus, dass es Brunner gelang, den bekannten Stilmitteln und Klängen des Acid seine ganz eigene Prägung zu geben und auf diese Weise ein derart musikalisches und komplexes Album zu generieren. Das anerkennende Echo der musikalischen Fachzeitschriften und Online-Portale sowie die anhaltenden Erfolge seiner Live-Shows führten Recondite im Jahr 2012 unter anderem in die Vereinigten Staaten, in denen dieser erstmals Gigs in New York absolvierte.
Mit dem Erscheinen des zweiten Longplayers „Hinterland“ auf dem US-amerikanischen Label Ghostly International wurde Recondite im Jahr 2013 zu einem weltweit nachgefragten und gebuchten Live-Akt. Recondite ist seitdem fortwährend auf Bühnen in Europa, Amerika, Asien und Australien zu sehen. Er tritt sowohl bei Großveranstaltungen wie dem Melt!, dem Amsterdam Dance Event und der Time Warp als auch als Club-Akt in kleineren und mittleren Veranstaltungsorten mit entsprechend intimerer Atmosphäre auf. So spielte Brunner unter anderem auf dem Time Warp Festival 2014 zwischen Sven Väth und Richie Hawtin. Im gleichen Jahr wurde Recondite als Resident-DJ fester Bestandteil von Richie Hawtins ENTER.Ibiza 2014.
Am 10. November 2014 erschien Recondites drittes Album „Iffy“ auf Dixons und Âmes Label Innervisions. Vorab wurde der Videoclip zu dem auf „Iffy“ enthaltenen Track „Levo“ veröffentlicht. Mit „Levo“ gelang Brunner erneut der Sprung in die Top 10 der Beatport-Charts. Die Aufmerksamkeit, in Form positiver Kritiken, hatte bereits im Vorfeld die übliche Berichterstattung, im Rahmen der Musikpresse, weit überschritten. Neben den bekannten Fachzeitschriften berichteten auch allgemeine Nachrichten-Seiten wie Spiegel Online oder N24 über die „Erhabenheit dieser Musik“.
In ähnlicher Weise tritt Recondite auch als gefragter Remixer hervor. Mit Beginn des Jahres 2015 erschienen u. a. Remixe für Mind Against auf dem Label Life And Death sowie für Richie Hawtins Label Mute Records auf der Plastikman Single EX-Remixes. Daneben war Brunner bereits für so verschiedene Artist wie Scuba, Ricardo Donoso oder Kele Okereke tätig. Im Frühjahr 2015 war Recondite mit drei Tracks in den Techno-Top 10 der Beatport-Charts. Darunter auch ein Remix für Tale of Us. 
Im Herbst 2015 wurde Recondites vierter Longplayer veröffentlicht. Das Album trägt den Titel „Placid“ und ist, nach dem überaus erfolgreichen „On Acid“ aus dem Jahr 2012, die zweite LP des Künstlers beim US-amerikanischen Label Absurd Recordings.

## Stil
Die Mannigfaltigkeit der Auftritte spiegelt sich in Recondites Veröffentlichungen auf verschiedenen Labels wie Dystopian, Innervisions, Ghostly International oder Life And Death wider. Diese sind von jeweils unterschiedlichen Spielarten elektronischer Musik getragen, dabei aber stets durch Brunners eigenen Sound geprägt. Recondite spielt bei seinen Shows Live und ist dafür bekannt seine Sets an die jeweiligen Stimmungen des Publikums sowie an die der divergierenden örtlichen Gegebenheiten anzupassen. Dies brachte ihm eine Nominierung in der Kategorie „Electronic Live Performance“ im Rahmen der „DJ Awards 2014“ ein. Mit der EP „Caldera“ stand Recondite auf Platz 1 in den Beatport-Techno-Charts.
Der Musikstil Recondites wird sowohl dem Genre Ambient, als auch dem Deep House und Techno/Acid-Techno zugeordnet. Tatsächlich lässt Brunners musikalischer Output diese Grenzen ineinander verschwimmen. In den Veröffentlichungen finden sich sowohl melancholische und von Schwermut getragene Stücke, mit einer untypisch geringen bpm-Zahl, wie auch deutlich für die Tanzfläche konzipierte Techno-Produktionen. Entsprechend fällt auch der Musikpresse eine eindeutige Kategorisierung mitunter schwer. Diese bezeichnete Recondites Stil bspw. bereits als „Moll-Techno“, „John Carpenter-House“ (Groove), „mediative techno“ (Resident Advisor), „Bayreuth in 4/4“ und „Götterdämmerung in 808“ (de:Bug).
Recondite nutzt sowohl field recording als auch synthetisch generierte Sounds. Er arbeitet mit dem Software-Pack Operator des Herstellers Ableton, welches klanglich einen Analog-Synthesizer mit der FM-Synthese kombiniert. Ausgenommen der Acid-Test Produktionen werden von Brunner keine weiteren Synthesizer eingesetzt.

## Diskographie (Auszug)

### Alben
- 2012: On Acid (Absurd Recordings, Acid Test)
- 2013: Hinterland (Ghostly International)
- 2014: Iffy (Innervisions)
- 2015: Placid (Acid Test, Absurd Recordings)
- 2017: Update (Hotflush Recordings)
- 2018: Daemmerlicht (Plangent Records)[17]
- 2020: Dwell (Plangent Records)
- 2022: Taum (Plangent Records)

### EPs und Singles
- 2011: Plangent #001 (Plangent Records)
- 2011: Plangent #002 (Plangent Records)
- 2011: Plangent #003 (Plangent Records)
- 2012: DRGN / Wist 365 (Hotflush Recordings)
- 2012: Plangent #004 (Plangent Records)
- 2013: EC10 (Dystopian)
- 2013: Stems (Ghostly International)
- 2013: Waldluft (Trolldans)
- 2013: Shift 003 (mit Julien H Mulder) (Midnight Shift Records)
- 2013: Plangent #005 (Plangent Records)
- 2014: Psy (Innervisions)
- 2014: Nadsat (Dystopian)
- 2014: Caldera (Hotflush Recordings)
- 2014: Levo (Innervisions)
- 2015: Think Twice (Life And Death)
- 2015: Limber / Undulate (Acid Test)
- 2016: Phalanx (Hotflush Recordings)